# Agar Muellera-Hinton

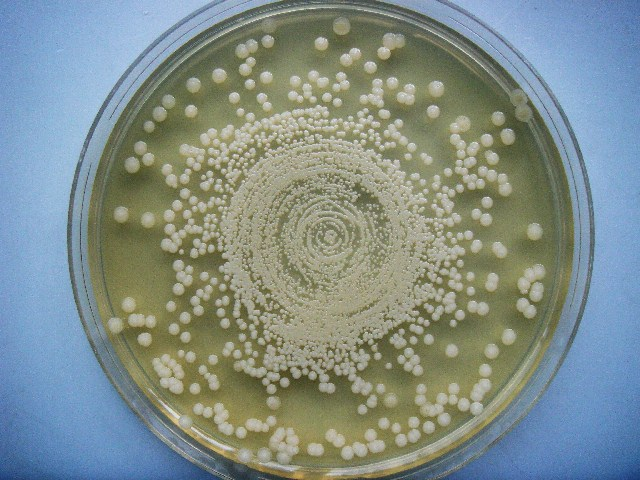
Kolonie Burkholderia pseudomallei na agarze Muellera-Hinton

Agar Muellera-Hinton – nieselektywne podłoże mikrobiologiczne używane zazwyczaj do testów antybiogramowych oraz izolacji bakterii z rodzaju Neisseria. Został opracowany w roku 1941 przez J. Howarda Muellera i Jane Hinton.
1 litr podłoża zawiera:
- 300 g wywaru z wołowiny
- 17,5 g hydrolizatu kazeiny
- 1,5 g skrobi
- 17 g agaru

pH 7,4 w 25 °C
Do testów mikrobiologicznych stosowany jest także agar II Muellera-Hinton, w którym zamiast wywaru z wołowiny stosuje się 2 g ekstraktu z wołowiny. Jest on dostępny w formie gotowego proszku do sporządzenia roztworu. Agar ten z dodatkiem 5% krwi baraniej zalecany jest do testów na bakterie Streptococcus pneumoniae i Haemophilus influenzae.